# Baku City Circuit
Der Baku City Circuit (aserbaidschanisch Bakı Şəhər Halqası) ist ein Stadtkurs in der Innenstadt von Baku in Aserbaidschan. Obwohl Aserbaidschan geografisch meist zu Vorderasien gezählt wird (siehe Eurasien), fand erstmals 2016 hier ein Formel-1-Rennen statt, mit dem Titel Großer Preis von Europa. 2017 wurde das Rennen in Großer Preis von Aserbaidschan umbenannt.

## Streckenbeschreibung
Der Stadtkurs liegt mitten in der Innenstadt, führt unter anderem um die historische Altstadt Bakus entlang vieler Sehenswürdigkeiten wie zum Beispiel dem Jungfrauenturm und entlang der Uferpromenade zum Platz vor dem Regierungssitz. Die markantesten Stellen sind die enge Kurve 8, welche lediglich eine Breite von 7,6 Meter aufweist, und die Vollgaspassage zwischen Kurve 16 und Kurve 1, welche sich über 2 Kilometer erstreckt.
Die Strecke wurde vom deutschen Streckendesigner Hermann Tilke entworfen. Im Oktober 2014 wurde die Streckenführung vorgestellt, die Strecke ist 6,003 km lang und besteht aus acht Rechts- und zwölf Linkskurven.
Die meisten Elemente des Stadtkurses werden temporär eingerichtet, wie das Fahrerlager, die Boxengebäude und andere Gebäude für die Teams, das Pressezentrum und das in der Formel 1 vorgeschriebene Medical Centre.
Im Jahr 2021 äußerte der Formel 1 - Weltmeister von 2016 Nico Rosberg auf seinem YouTube - Kanal Sicherheitsbedenken bzgl. der Strecke. Er war der Meinung, dass die Charakteristik der Boxeneinfahrt in Verbindung mit den hohen Geschwindigkeiten, die dort weit über 300 km/h liegen, ein großes Sicherheitsrisiko darstellen. Er bezeichnete die Stelle als „furchterregend“ und behauptet, dass es „lächerlich falsch“ sei, dass diese Stelle in dieser Form überhaupt existiere.

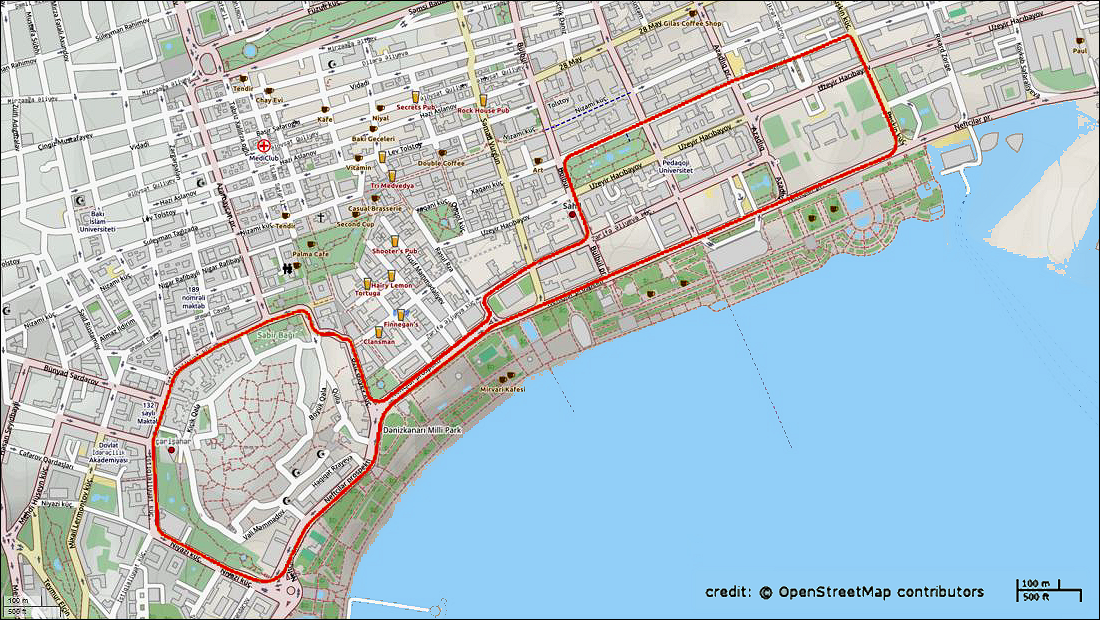
Streckenführung in der Innenstadt Bakus
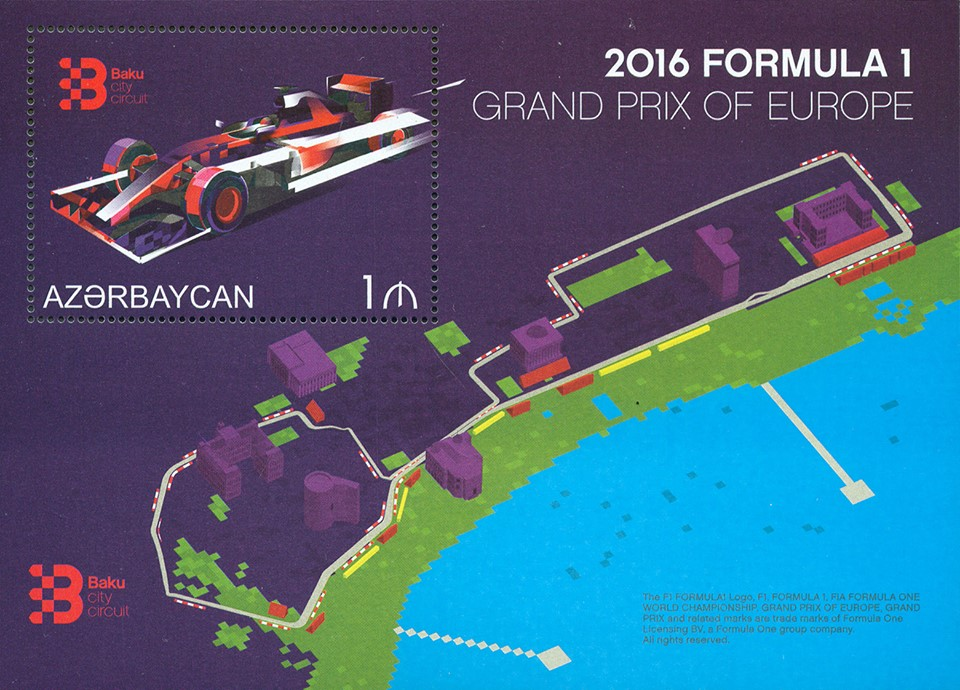
Briefmarke Großer Preis von Europa 2016

## Statistik
| Nr. | Jahr | Fahrer                                  | Konstrukteur                            | Motor                                   | Reifen                                  | Zeit                                    | Streckenlänge                           | Runden                                  | Ø-Tempo                                 | Datum                                   | GP von        |
| --- | ---- | --------------------------------------- | --------------------------------------- | --------------------------------------- | --------------------------------------- | --------------------------------------- | --------------------------------------- | --------------------------------------- | --------------------------------------- | --------------------------------------- | ------------- |
| 1   | 2016 | Nico Rosberg                            | Mercedes                                | Mercedes                                | P                                       | 1:32:52,366 h                           | 6,003 km                                | 51                                      | 197,721 km/h                            | 19. Juni                                | Europa        |
| 2   | 2017 | Daniel Ricciardo                        | Red Bull                                | Renault (TAG Heuer)                     | P                                       | 2:03:55,573 h                           | 6,003 km                                | 51                                      | 148,176 km/h                            | 25. Juni                                | Aserbaidschan |
| 3   | 2018 | Lewis Hamilton                          | Mercedes                                | Mercedes                                | P                                       | 1:43:44,291 h                           | 6,003 km                                | 51                                      | 177,012 km/h                            | 29. April                               | Aserbaidschan |
| 4   | 2019 | Valtteri Bottas                         | Mercedes                                | Mercedes                                | P                                       | 1:31:52,942 h                           | 6,003 km                                | 51                                      | 199,853 km/h                            | 28. April                               | Aserbaidschan |
| –   | 2020 | abgesagt aufgrund der COVID-19-Pandemie | abgesagt aufgrund der COVID-19-Pandemie | abgesagt aufgrund der COVID-19-Pandemie | abgesagt aufgrund der COVID-19-Pandemie | abgesagt aufgrund der COVID-19-Pandemie | abgesagt aufgrund der COVID-19-Pandemie | abgesagt aufgrund der COVID-19-Pandemie | abgesagt aufgrund der COVID-19-Pandemie | abgesagt aufgrund der COVID-19-Pandemie | Aserbaidschan |
| 5   | 2021 | Sergio Pérez                            | Red Bull                                | Honda                                   | P                                       | 2:13:36,410 h                           | 6,003 km                                | 51                                      | 137,907 km/h                            | 6. Juni                                 | Aserbaidschan |
| 6   | 2022 | Max Verstappen                          | Red Bull                                | RBPT                                    | P                                       | 1:34:05,941 h                           | 6,003 km                                | 51                                      | 195,145 km/h                            | 12. Juni                                | Aserbaidschan |
| 7   | 2023 | Sergio Pérez                            | Red Bull                                | Honda RBPT                              | P                                       | 1:32:42,436 h                           | 6,003 km                                | 51                                      | 198,074 km/h                            | 30. April                               | Aserbaidschan |
| 8   | 2024 | Oscar Piastri                           | McLaren                                 | Mercedes                                | P                                       | 1:32:58,007 h                           | 6,003 km                                | 51                                      | 197,589 km/h                            | 15. September                           | Aserbaidschan |

Rekordsieger
Fahrer: Sergio Pérez (2) • Fahrernationen: Mexiko (2) • Konstrukteure: Red Bull (4) • Motorenhersteller: Mercedes (4) • Reifenhersteller: Pirelli (alle)